# Encelia
Encelia là một chi thực vật có hoa trong họ Cúc (Asteraceae).

## Loài
Chi Encelia gồm các loài: